# Авксентьєвський Костянтин Олексійович
Костянтин Олексійович Авксентьевський (18(30).9.1890 — 2.11.1941), радянський військовий діяч.

## Біографія
Народився в селі Старий Кунож Вологодській губернії в родині волосного писаря, був вчителем. З 1914 в армії, закінчив Володимирське піхотне училище (1916), учасник Першої світової війни, підпоручик.
Брав участь у встановленні Радянської влади в губернії Тверськой і Вологодській В 1918 вологодський губвоєнком, потім комісар Ярославського військового округу. З квітня 1919 на фронтах Громадянської війни в посадах: командувача 4-ю армією, члена РВС (Реввоєнрада) Південної групи Східного фронту, члена РВС (Реввоєнрада) 1-й армії, заступника командувача фронтом Туркестану; найближчий соратник Михайла Фрунзе. У 1920 командував військами Заволзького військового округу і 2-ю трудовою армією, в серпні — жовтні — 6-ю армією, потім помічник командувача Південним фронтом.
У 1921—1922 рр. заступник командувача військами України і Криму. Член Всеукраїнського Центрального Виконавчого комітету ВУЦВК 6 скликання.
У липні — серпні 1922 головком і військовий міністр Далекосхідної республіки. Закінчив курси вищого комскладу (1923). У 1923—1925 рр. командував корпусом. У 1925—1927 рр., командуючи військами фронту (з 1926 Середньоазійського військового округу) Туркестану, керував розгромом басмацтва. У 1928—1931 рр. командувач Червонопрапорною Кавказькою армією. З 1931 у відставці по хворобі. Нагороджений двома Орденами Червоного Прапора.